# 티센보르네미사 미술관

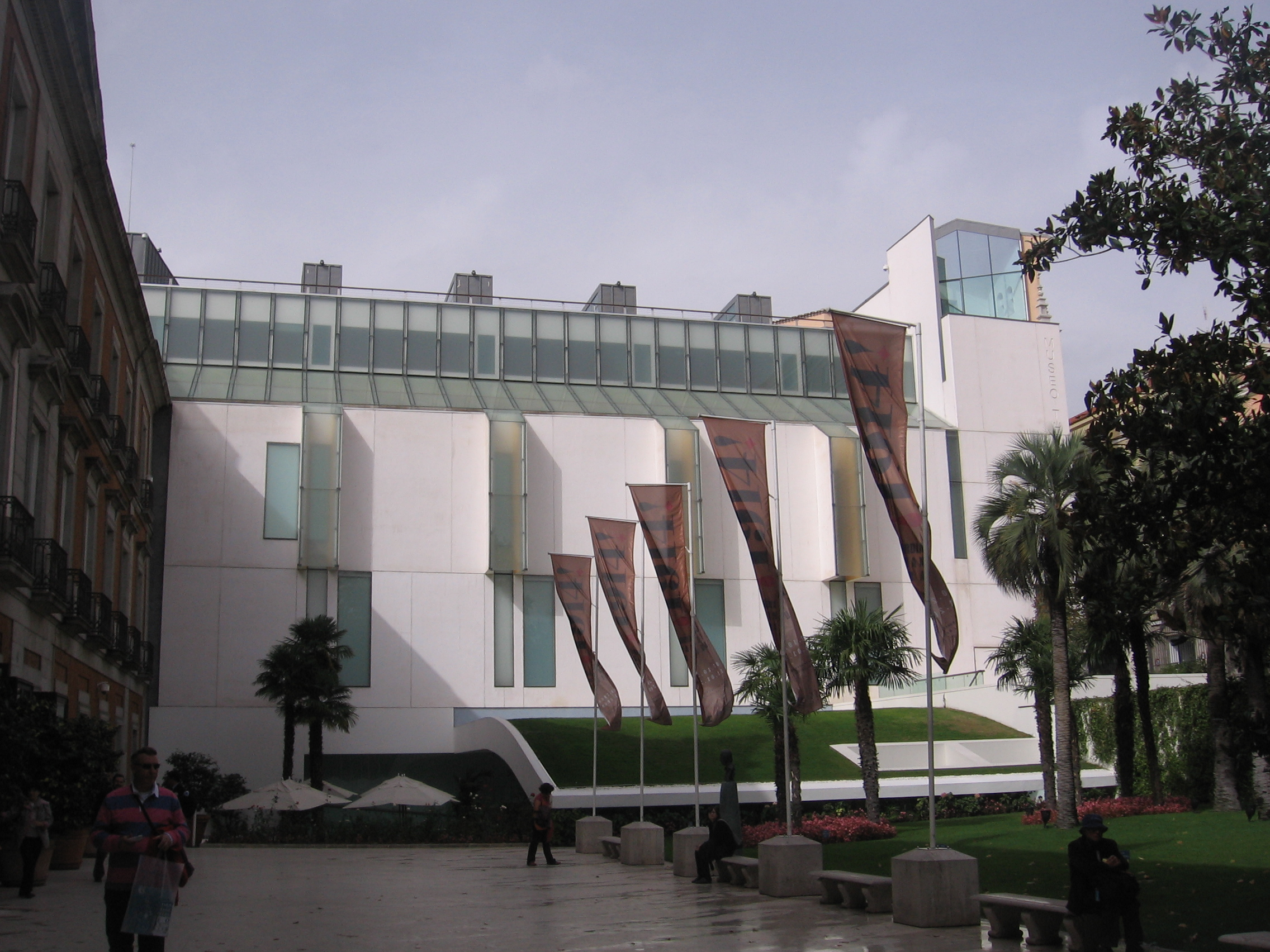
티센보르네미사 미술관

티센보르네미사 미술관(스페인어: Museo Thyssen-Bornemisza)은 스페인 마드리드에 위치한 미술관이다.